# Résolution 1428 du Conseil de sécurité des Nations unies
Membres permanents
- Chine
- États-Unis
- France
- Royaume-Uni
- Russie

Membres non permanents
- Bulgarie
- Cameroun
- Colombie
- Guinée
- Irlande
- Mexique
- Maurice
- Norvège
- Singapour
- Syrie

Résolution no 1427 Résolution no 1429
La résolution 1428 du Conseil de sécurité des Nations unies fut adoptée à l'unanimité le 30 juillet 2002. Après avoir rappelé les résolutions précédentes sur Israël et le Liban, notamment les résolutions 425 (de 1978), 426 (de 1978), 1310 (en) (de 2000), 1337 (de 2001), 1365 (de 2001) et 1391 (de 2002), le Conseil a décidé de proroger de six mois le mandat de la Force intérimaire des Nations unies au Liban (FINUL) jusqu'au 31 janvier 2003.
Le Conseil de sécurité a rappelé le rapport du secrétaire général Kofi Annan selon lequel Israël avait retiré ses forces du Liban à partir du 16 juin 2000, conformément à la résolution 425. Il a souligné le caractère temporaire de l'opération de la FINUL et noté qu'elle avait achevé deux des trois parties de son mandat.
Le Secrétaire général a été prié de continuer à mettre en œuvre la reconfiguration et le redéploiement de la FINUL. Le gouvernement libanais a été appelé à créer un environnement calme et à restaurer son autorité dans le Liban du sud grâce au déploiement des forces libanaises. Les parties ont été instamment priées de garantir l'entière liberté de mouvement de la FINUL et d'assurer sa sécurité. Israël et le Liban ont été invités à honorer leurs engagements de respecter la ligne de retrait identifiée par les Nations unies, et toutes les violations aériennes, maritimes et terrestres de la ligne ont été condamnées en plus de susciter la préoccupation du Conseil.
La résolution appuie les efforts de la FINUL pour surveiller les violations de la ligne de retrait et les efforts en matière de déminage. Le Secrétaire général a été prié de poursuivre les consultations avec le Gouvernement libanais et les pays fournisseurs de contingents concernant l’application de la résolution actuelle. Il lui a également demandé de faire un rapport sur les activités de la FINUL, y compris sa reconfiguration technique, et sur les tâches menées par l’Organisme des Nations unies chargé de la surveillance de la trêve (ONUST).
Enfin, la résolution a conclu en soulignant l’importance d’une paix juste et durable au Moyen-Orient sur la base des résolutions pertinentes du Conseil de sécurité, notamment la 242 (de 1967) et la 338 (de 1973).